# Walter Cronkite

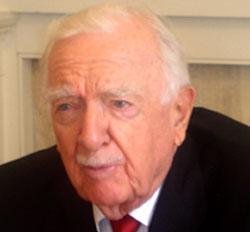
Walter Cronkite în anul 2004

Walter Leland Cronkite Jr. (4 noiembrie 1916 Saint Joseph, Missouri - 17 iulie 2009 New York) a fost un jurnalist și prezentator american de televiziune 
cunoscut pentru prezentarea între anii 1962 - 1981 a jurnalului televizat CBS Evening News pe canalul CBS News.
A fost la vremea sa considerat jurnalistul cel mai serios, experimentat și reprezentativ în ochii opiniei publice americane și de aceea a dobândit o mare influență în rândul clasei politice și al lumii mondene din țara sa.

## Familia și anii de învățătură
Cronkite s-a născut in 1916  la Saint Joseph, Missouri, într-o familie cu rădăcini olandeze, 
scoțiene și germane, și de religie episcopaliană, și a crescut la Houston, Texas.
Era unicul fiu al medicului stomatolog Dr. Walter Leland Cronkite Sr, și al lui Helena Lena născută Fritsch.
A frecventat Universitatea Texas și în anii de colegiu a intrat în secția „Nu” a Fraternității „Chi Phi”.

## Debutul și anii de război
În anii de liceu și facultate a colaborat la ziare locale (începând cu „Houston Post”), la rubrici de fapte diverse și de sport.   
A lucrat apoi ca prezentator la stația de radio WKY  din Oklahoma City, iar din anul 1937 la agenția de presă United Press International.
După intrarea SUA în cel de al Doilea Război Mondial în decembrie 1941 a urmat armata americană în Africa de Nord și Europa, fiind unul din cei mai însemnați reporteri americani de pa câmpul de luptă. A fost parașutat în Olanda odată cu renumita divizie aeropurtată 101 și a luat parte la debarcarea în Normandia.  
După război a urmărit și raportat despre desfășurarea Procesului de la Nürnberg, apoi a lucrat pentru agenția UPI la Moscova, vreme de doi ani.

## Telejurnalul
În anul 1950 s-a angajat, la canalul de televiziune de curând inființat al CBS News , fiind chemat acolo de către Edward R. Murrow care îl remarcase și încercase deja să -l „fure” de la UPI încă în timpul războiului.
La 7 iulie 1952 a fost stabilit termenul de anchor pentru a descrie munca de acoperire mediatică efectuată de Cronkite la Convenția Partidului Democrat și a Partidului Republican din acel an, cele dintâi convenții de partid transmise la televizor pe scară națională.

Cronkite a lucrat la acoperirea mediatică a alegerilor prezidențiale din 1951. În 1960 el a fost 
și prezentatorul și la prima transmitere tv în SUA a Jocurilor olimpice -  Olimpiada de iarnă de la Squaw Valley.
El a îndeplinit funcția de „anchorman” pentru CBS Evening News între 16 aprilie 1962 și 
6 martie 1981 inclusiv, devenind un „icon” mediatic pentru publicul din SUA.
La 2 septembrie 1963 el a lansat o emisiune de știri de jumătate de oră, cu 15 minute mai lungă decât formatul de până atunci al „CBS Evening News”, ceea ce a marcat nașterea telejurnalului modern.
În prima perioadă a activității sale la CBS Evening News, Cronkite s-a văzut concurat de echipa lui Chet Huntley și David Brinkley de la NBC care conduceau Huntley-Brinkely Report. 
În anii 1960 aceștia  aveau un rating mai mare decât emisiunea lui Cronkite.
Această situație s-a schimbat la sfârșitul anilor 1960 cand RCA a hotărât să nu mai finanțeze NBC News în aceeași măsură cum CBS finanta CBS News. Drept urmare CBS News câștigă o bună reputație pentru preciziunea si amploarea acoperirii jurnalistice. In 1968 CBS Evening News a început să depășească Huntley Brinkley Report în numărul de telespectatori din perioada verii.
„CBS Evening News” a ajuns să domine scena știrilor în SUA în anul 1970, când cu ieșirea la pensie a lui Huntley, dispute interne în cadrul RCA au compromis alegerea unui succesor și a unui nou format al emisiunii. În acest timp programul lui Cronkite a obținut un avantaj pe care nu îl va pierde pe toată durata prezenței sale pe micul ecran (până în 1981) 
Deși până la urmă NBC a decis numirea talentatului, popularului și respectabilului John Chancellor, Cronkite a rămas cel mai popular „anchorman” (prezentator) al Americii.
Multă vreme Cronkite a fost considerat una din persoanele cele mai fiabile din SUA. Poreclit „Unchiul Walter”, el a rămas în memoria colectivă acela care i-a informat pe americani despre cele mai importante evenimente, într-atâta că vocea sa a rămas legată de amintirea crizei cubane, a uciderii președintelui John F. Kennedy, a știrilor legate de războiul din Vietnam, a debarcării lui Apollo 11 pe Lună, scandalul Watergate și criza ostaticilor americani în Iran.
Propoziția sa specifică, cu care încheia transmisiune, era  …and that's the way it is, , urmată de dată. Ceea ce l-a inspirat pe succesorul său, Dan Rather, care a obișnuit să spună  …and that's part of our world tonight

## Moartea președintelui Kennedy
Mulți americani își aduc aminte de Cronkite ca fiind cel dintâi prezentator care a anunțat știrea morții președintelui Kennedy, spunând dupa o lunga relatare a evenimentului, cuvintele următoare: de la Dallas, Texas, ultima știre, e oficial:Președintele Kennedy a murit la ora 1 după amiază, ora centrală a continentului, ora 2 a coastei de est, acum circa 38 minute.
După anunț, Cronkite părea sa fi fost emoționat și să fi scăpat o lacrimă, ceea ce era ieșit din comun pentru un prezentator de obicei imperturbabil.

## La sfârșitul carierei
În ultimii ani Cronkite a realizat o serie de emisiuni speciale de interviuri asupra principalelor evenimente petrecute în cursul carierei sale, sub titlul  „Omul cel mai de încredere din America”
Dupa  editorialul lui Cronkite asupra Ofensivei Tet în războiul din Vietnam, în care a afirmat că nu cu putință de câștigat acel război, președintele Lyndon Johnson a afirmat: Dacă l-am pierdut pe Walter Cronkite, înseamnă că am pierdut America moderată.
La scurt timp după aceea Johnson a abandonat cursa pentru președinția SUA din anul 1968.
Vestea retragerii lui Cronkite de pe scena televiziunii la 14 februarie 1980 a devenit un eneniment national. Succesorul său ca prezentator al CBS Evening News a fost Dan Rather.
Cronkite a continuat să dețină o emisiune editorială pe rețeaua King Features Syndicate.
Până în anul 2000 a transmis ocazional ca reporter special pentru rețelele CBS, CNN si NPR.
Într-una din aceste ocazii el a comentat zborul spațial al lui John Glenn din anul 1998, așa cum comentase și primul zbor al acestuia în anul 1962.  
Mai apoi și-a împrumutat vocea  personajului Benjamin Franklin într-un film de desene animate pentru școlii Copiii libertății (Liberty's Kids). De asemenea a apărut ca radioamator într-un film documentar al lui American Radio Relaz League, despre servicii de radio amatori în serviciul public. 
În anul 1995 Cronkite aparut pe Broadway ca narator în  'How to Succeed in Business Without Really Trying.

In anii 1980 Cronkite era unul din candidații luat în considerare în programul NASA  „Jurnaliști în spațiu”, care a fost, însă, abandonat în urma dezastrului navetei spațiale Challenger.
În anul 1995 a dublat unele părți din filmul Apollo 13, modificând unele propoziții pentru a părea și mai fidele stilului sau.
A continuat încă la o vârstă înaintată să se exprime în probleme politice în rubrica sa de opinie 
În 1998 a ținut partea președintelui Bill Clinton în timpul procesului său pentru încriminare.
A propus înființarea unul guvern mondial, adunând fonduri pentru Asociația federalistă mondială , numita în zilele noastre Citizens for Global Solutions.
Cu ocazia unei ceremoniei la ONU în octombrie 1999 Cronkite a afirmat:
„Mulți din noi gândesc că pentru a evita un conflict mondial catastrofal trebuie să întărim Națiunile Unite, ca un prim pas spre o admninistrație mondială inspirată de guvernările noastre, cu putere legislativă, executivă și judiciară  și cu o forță de poliție pentru menținerea legii și păcii. Pentru aceasta, noi americanii ar trebui, firește, să renunțăm la o parte din suveranitatea noastră. Va fi o pilula amară de înghițit. Va fi nevoie de mult curaj, multa incredere in noua ordine. Dar coloniile americane au mai făcut-o odată și au creat una din cele mai perfecte uniuni ce s-au văzut în lume”.
In anul 2003 Cronkite , care poseda terenuri la Martha's Vineyard,a fost implicat intr o lunga dezbatere in care s-a împotrivit construirii de generatoare eoliene în zona aceea. In același an el s-a opus războiului din Irak declanșat de președintele  George W. Bush. 
In 2004 a fost văzut luând în public un interviu lui Robin Williams la intrarea la «The Magic of Disney Animation» de la Walt Disney World . In acelaș an a aparut in filmul lui Robert Greenwald, Outfoxed, ]n care a criticat aspru canalul FoxNews întemeiat de Rupert Murdoch,calificându-l „de extremă dreapta”.
În aprilie 1997 Cronkite a suferit o operație de urgență de bypass coronarian quadruplu.
El a murit la 17 iulie 2009 la New York, in varsta de 92 ani, în urma unui accident vascular cerebral datorit bolii hematologice de care suferea.
La 15 martie 2005 a murit la 89 ani, in urma unui cancer, soția lui Betsy, pe numele ei 
întreg Mary Elizabeth Simmons, născută Maxwell.  
Perechea a avut trei copii.

## Premii și onoruri
- Universitatea Arizona a instituit un curs în cinstea sa: Școala Walter Cronkite de jurnalism și comunicații de masă.
- 1968 - Premiul Carr Van Anda din partea Scolii de Jurnalistica E. W. Scripps al Universității Ohio  - pentru contribuții durabile la jurnalistică
- 1970 - Premiul George Polk "Libertatea presei"  pentru jurnalistică
- 1972 - Premiul James Madison din partea Societății Whig-Cliosofice de la Universitatea Princeton pentru merit în serviciul public
- 1981 - Medalia prezidențială a Libertății -  i-a fost conferită de președintele Jimmy Carter
- 1997 -  Premiul Global Governance Award  „Norman Cousins”
- 2006 -  A primit titlul de Ambasador al Explorării, din partea NASA , primul necosmonaut căruia i s-a conferit această distincție
- Premiul Peabody pentru excelență în radioteleviziune
- Premiul William White pentru merit în jurnalistică
- un premiu Emmy din partea Academiei de arte și științe ale televiziunii
- Medalia de aur a Societății Internaționale de Radio și televiziune
- 2010  - un asteroid a primi numele său

## Cărți
- „A Reporter's Life” - autobiografie  („O viață de reporter”)